# Ремийи-сюр-Тий
Ремийи́-сюр-Тий (фр. Remilly-sur-Tille) — коммуна во Франции, находится в регионе Бургундия. Департамент коммуны — Кот-д’Ор. Входит в состав кантона Дижон 2-й кантон. Округ коммуны — Дижон.
Код INSEE коммуны — 21521.

## Население
Население коммуны на 2010 год составляло 744 человека.
| 1962 | 1968 | 1975 | 1982 | 1990 | 1999 | 2010 |
| ---- | ---- | ---- | ---- | ---- | ---- | ---- |
| 298  | 314  | 382  | 433  | 686  | 732  | 744  |

## Экономика
В 2010 году среди 513 человек трудоспособного возраста (15—64 лет) 390 были экономически активными, 123 — неактивными (показатель активности — 76,0 %, в 1999 году было 73,8 %). Из 390 активных жителей работали 360 человек (189 мужчин и 171 женщина), безработных было 30 (15 мужчин и 15 женщин). Среди 123 неактивных 54 человека были учениками или студентами, 49 — пенсионерами, 20 были неактивными по другим причинам.